# Acrocercops albofasciella
Acrocercops albofasciella är en fjärilsart som beskrevs av Katsumi Yazaki 1926. Acrocercops albofasciella ingår i släktet Acrocercops och familjen styltmalar. Inga underarter finns listade i Catalogue of Life.